# Convênio de Girón
O Convênio de Girón ou Tratado de Girón foi um acordo assinado em 27 de fevereiro de 1829 como consequência da batalha do Portete de Tarqui (ocorrida no âmbito da guerra grã-colombiana–peruana), na qual se enfrentaram o exército da Grã-Colômbia, sob o comando do marechal Antonio José de Sucre; e o exército da República Peruana, comandado pelo General José de La Mar, o presidente constitucional.

## Contexto
Após a consumação da independência do Peru em 1824, o país ficou em grande parte submetido ao protetorado de Simón Bolívar, que controlava de perto os seus assuntos. Contudo, em 1827 o Peru conseguiu libertar-se da influência bolivariana e posteriormente promoveu o fim do regime na Bolívia, presidido pelo Marechal Antonio José de Sucre, por meio de uma intervenção armada no ano seguinte.
Houve também divergências específicas sobre questões fronteiriças entre os dois países. A Grã-Colômbia reivindicava os territórios de Tumbes, Jaén e Maynas, todos pertencentes ao Peru. Por sua vez, o Peru reivindicava Guayaquil, território que considerou injustamente tomado por Bolívar em 1822. Por esta e outras razões, eclodiu a guerra entre a Grã-Colômbia e a República Peruana em 20 de maio de 1828.
Os objetivos do general peruano José de La Mar eram impedir a anexação das províncias setentrionais de Tumbes, Jaén e Maynas à Grã-Colômbia, através de um bloqueio naval e posterior desembarque no porto de Guayaquil.
Contudo, no dia seguinte à batalha de Tarqui, La Mar vendo que a sua situação era insustentável, concordou em negociar com o adversário. Assim, será firmado o Convênio de Girón.

## Conteúdo
O Tratado de Girón foi assinado pelo General Juan José Flores e Daniel Florencio O'Leary representando a Grã-Colômbia; e Agustín Gamarra
e Luis José de Orbegoso representando o Peru.
O acordo estabeleceu algumas condições para a resolução dos conflitos entre os dois países beligerantes. Dentre os principais pontos contidos no tratados estavam:

## Resultado
Após a batalha de Portete de Tarqui, o general José de La Mar assinou o Tratado de Girón em 28 de fevereiro, mas não desocupou Guayaquil, alegando que considerava humilhante que Sucre ordenasse a construção de uma coluna no campo de batalha onde se leria com letras douradas o seguinte:

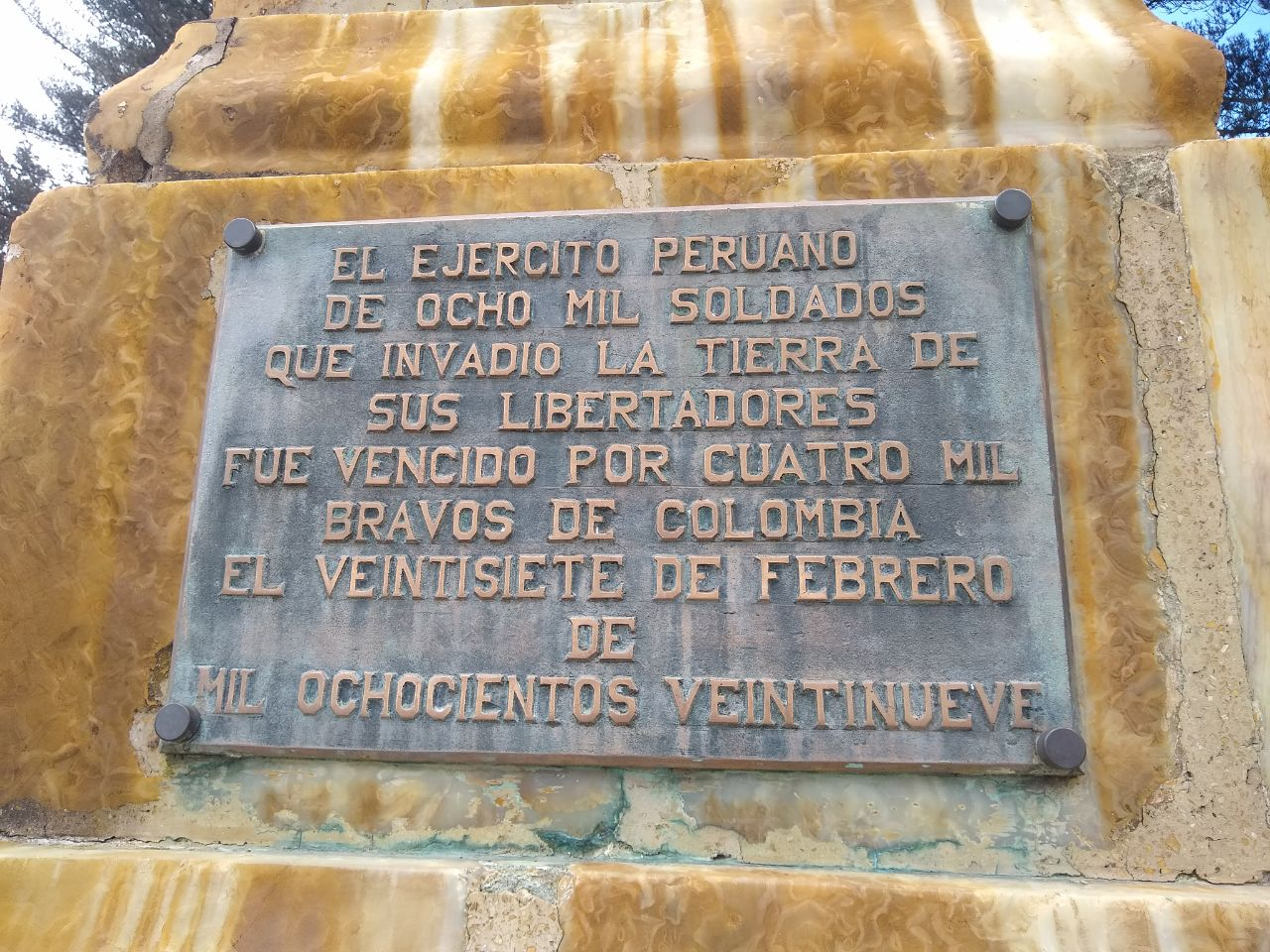
Placa no Portete de Tarqui

La Mar protestou em carta que endereçou a Sucre de Gonzamaná e suspendeu o Convênio de Girón até que as injúrias fossem retiradas, estando disposto a renová-lo se os erros indicados fossem corrigidos. Embora Simón Bolívar as descrevesse zombeteiramente como "queixas de velha", La Mar estava disposto a continuar a guerra caso as reparações correspondentes não fossem feitas. Além disso, argumentou que o tratado deveria ser ratificado pelo Congresso para que entre em vigor.
Ao final, o exército peruano retirou-se de Guayaquil e a placa comemorativa permanece no setor denominado "Victoria del Portete", próximo à cidade de Cuenca.
No entanto, a guerra terminou abruptamente com o golpe de Estado do General Agustín Gamarra contra o governo do Presidente La Mar, que foi desterrado na Costa Rica.
Depois que La Mar foi deposto, facilitou-se a celebração da paz entre o Peru e a Grã-Colômbia. O General Agustín Gamarra, já como presidente provisório do Peru, deu instruções nesse sentido. Em 10 de julho de 1829, ambas as partes assinaram o Armistício de Piura, pelo qual foi acordado um armistício de 60 dias, bem como a devolução de Guayaquil à Grã-Colômbia e a suspensão do bloqueio peruano à  costa pacífica grã-colombiana, entre outros acordos. Posteriormente, os delegados peruanos e grã-colombianos, José de Larrea y Loredo e Pedro Gual, reuniram-se em Guayaquil e, em primeiro lugar, prorrogaram o armistício, que havia expirado. No total tiveram seis reuniões, entre 16 e 22 de setembro de 1829, dia em que finalmente assinaram o tratado de paz e amizade, conhecido como Tratado Larrea-Gual ou Tratado de Guayaquil.